# یواس‌اس اگیل (ام‌اس‌او-۴۲۱)
یواس‌اس اگیل (ام‌اس‌او-۴۲۱) (به انگلیسی: USS Agile (MSO-421)) یک کشتی بود که طول آن ۱۷۲ فوت (۵۲ متر) بود. این کشتی در سال ۱۹۵۵ ساخته شد.